# میوشی، آیچی
میوشی، آیچی (به لاتین: Miyoshi, Aichi) یک منطقهٔ مسکونی در ژاپن است که در استان آیچی واقع شده‌است. میوشی ۳۲٫۱۹ کیلومتر مربع مساحت و ۶۲٬۰۰۱ نفر جمعیت دارد.